# Noviziato
Il noviziato è il periodo in cui un gruppo di persone che intendono entrare a far parte di un ordine religioso, si impegnano, sotto la guida di un padre maestro - o di una madre maestra - a conoscere il significato della vita religiosa e ad approfondire le caratteristiche dell'istituto. Per estensione, con noviziato si intende il luogo in cui i novizi trascorrono il loro periodo di conoscenza della vita religiosa e dell'istituto.

## Storia
L'origine del noviziato risale agli albori della vita religiosa cristiana. Già san Pacomio (292-348) e san Benedetto ne parlano nelle rispettive regole (confronta regola benedettina); papa Gregorio Magno nel 595 rese praticamente obbligatorio il periodo di noviziato per tutti i religiosi.

## Nelle religioni

### Chiesa cattolica
Nella Chiesa cattolica il periodo del noviziato è normato dal codice di diritto canonico e dalle regole dei singoli istituti. Non può durare meno di un anno, ma può essere esteso a due o più anni. 
Al termine del noviziato i candidati entrano nell'istituto con la professione temporanea dei voti di povertà, castità ed obbedienza. La prima professione è valida per un anno e può essere rinnovata a richiesta del candidato e con il permesso del superiore maggiore incaricato. Al termine del periodo di voti temporanei (da un minimo di tre ad un massimo di nove anni), il candidato emette la professione perpetua (congregazioni religiose) oppure quella solenne (ordini religiosi), che dura a vita.

### Buddhismo theravada
Pabbajja, nel canone del buddhismo theravāda denomina l'ordinazione a samanera, o monaco o novizio.